# The Seeds of Love
The Seeds of love è il terzo album in studio del gruppo musicale britannico Tears for Fears, pubblicato il 25 settembre 1989 dalla Mercury Records.

## Descrizione
L'album, la cui produzione costò oltre un milione di sterline inglesi, mantiene il sound caratteristico della band incorporando influenze provenienti dal jazz e dal blues, sino agli ultimi Beatles, matrice assai evidente nel singolo di lancio Sowing the Seeds of Love. Il disco si avvale della partecipazione della cantante Oleta Adams in tre brani (Woman in Chains, Badman's Song e Standing on the Corner of the Third World) e di musicisti come Manu Katché, Phil Collins e Pino Palladino. L'album fu un reale successo in tutto il mondo, anche se si posizionò in posti più bassi nelle classifiche rispetto a Songs from the Big Chair. Il lungo processo di produzione e i debiti con la casa discografica, nonché lo stress accumulato durante il lunghissimo tour Seeds of Love, porteranno all'inevitabile fine del sodalizio tra Roland Orzabal e Curt Smith, che resteranno divisi per oltre un decennio.

## Tracce
Testi e musiche di Roland Orzabal.
1. Woman in Chains – 6:31
2. Badman's Song – 8:33
3. Sowing the Seeds of Love – 6:17
4. Advice for the Young at Heart – 4:51
5. Standing on the Corner of the Third World – 5:31
6. Swords and Knives – 6:13
7. Year of the Knife – 7:08
8. Famous Last Words – 4:25

## Classifiche
| Classifica (1989) | Posizione massima |
| ----------------- | ----------------- |
| Australia         | 18                |
| Austria           | 13                |
| Canada            | 5                 |
| Europa            | 3                 |
| Francia           | 3                 |
| Germania          | 5                 |
| Irlanda           | 1                 |
| Italia            | 5                 |
| Norvegia          | 14                |
| Nuova Zelanda     | 4                 |
| Paesi Bassi       | 7                 |
| Regno Unito       | 1                 |
| Stati Uniti       | 8                 |
| Svezia            | 5                 |
| Svizzera          | 8                 |

## Formazione
- Roland Orzabal – voce, chitarra, tastiere
- Curt Smith – voce, basso, tastiere
- Manny Elias, Simon Phillips, Manu Katché, Phil Collins – batteria
- Ian Stanley - tastiere